# 23757 Jonmunoz
23757 Jonmunoz là một tiểu hành tinh vành đai chính với chu kỳ quỹ đạo là 1253.1279466 ngày (3.43 năm).
Nó được phát hiện ngày 22 tháng 5 năm 1998.